# Indianapolis Tennis Championships 1996
L'Indianapolis Tennis Championships 1996 è stato un torneo di tennis giocato sul cemento.
È stata la 9ª edizione dell'Indianapolis Tennis Championships (conosciuto quest'anno anche come RCA Championships per motivi di sponsorizzazione), 
che fa parte della categoria Championship Series nell'ambito dell'ATP Tour 1996. 
Si è giocato all'Indianapolis Tennis Center di Indianapolis negli Stati Uniti, dal 12 al 18 agosto 1996.

## Campioni

### Singolare
Pete Sampras ha battuto in finale  Goran Ivanišević con il punteggio di 7–6(3), 7–5

### Doppio
Jim Grabb /  Richey Reneberg hanno battuto in finale  Petr Korda /  Cyril Suk con il punteggio di 6–0, 7–5